# Xenoarcheológia
A xenoarcheológia földön kívüli, idegen fajok fizikai maradványainak tanulmányozásával foglalkozó hipotetikus tudomány. A maradványok elsősorban bolygókon és holdakon, illetve a világűr kitüntetett területein lelhetők fel (ilyenek lehetnek például a Lagrange-pontok).
A tudomány eszköztárába tartoznak régészeti, biológiai, csillagászati, műszaki, és kulturális ismeretek, valamint ezek műszerei és eljárásai.
A szó eredete a görög xenosz (ξένος), aminek jelentése: idegen, és az archeológia, ami a régiek tanulmányozását jelenti.
A xenoarcheológia szó helyett egyesek az exoarcheológia szót használják, ami azonban inkább jelentheti az emberek űrbeli tevékenységének vizsgálatát.
Társtudománya az asztrobiológia, ami a földön kívüli élet kutatásával foglalkozik.
A tudomány elsősorban tudományos-fantasztikus alkotásokban jelenik meg, a tudományos élet (leletek híján) egyelőre nem foglalkozik vele.
Az idegen fajok fizikai maradványainak vizsgálata (legyen az magának a fajnak vagy technikai eszközeinek maradványa) az emberi faj lehetséges továbbfejlődésében jelentős szerepet játszhat.

## Külső hivatkozások
- Space archaeology Archiválva 2012. április 11-i dátummal a Wayback Machine-ben
- Martian "artificial structures"